# Conde Drácula
Conde Drácula (ou simplesmente Drácula) é um personagem fictício que dá título ao romance de terror gótico escrito por Bram Stoker em 1897. O personagem é o mais famoso vampiro da ficção, e segundo o Guiness Book, o monstro e vilão fictício com maior número de aparições na mídia, diretas ou indiretas. O personagem também é creditado no romance como um dos precursores da origem das lendas sobre lobisomens.

## Inspiração
O Conde Drácula pode ter sido inspirado no voivoda (príncipe) Vlad Țepeș (Vlad III), que nasceu em 1431 e governou grande parte do território que corresponde à atual Romênia. Nessa época, a Romênia estava dividida entre o mundo cristão e o mundo muçulmano (Império Otomano). Vlad III ficou conhecido pela barbaridade com que tratava seus inimigos. Embora não fosse um vampiro, sua crueldade alimentava o imaginário de modo que logo passou para o conhecimento popular como um vampiro.[carece de fontes?]
O pai de Vlad III, Vlad II, era membro de uma sociedade cristã romana (de Roma) chamada Ordem do Dragão, criada por nobres da região para defender o território da invasão dos turcos otomanos. Por isso Vlad II era chamado Dracul (dragão), e, por consequência, seu filho passou a ser chamado Draculea (filho do dragão) — a terminação "ea" significa filho. A palavra “dracul”, entretanto, possuía um segundo significado (“diabo”) que foi aplicado aos membros da família Draculea por seus inimigos e possivelmente também por camponeses supersticiosos.[carece de fontes?]
Também dizem as lendas que um dia Vlad viu um aldeão com a camisa toda suja e lhe perguntou se sua esposa era saudável. O aldeão respondeu que sim e sua mulher teve ambas as mãos decepadas; e Vlad arrumou outra esposa para o aldeão e lhe mostrou o que acontecera com a antiga, para que servisse de exemplo. Vlad tinha prazer em comer em frente a suas vítimas com os corpos empalados, ouvindo seus gritos de agonia.
Muitos desses feitos levam a crer que Vlad III é a principal inspiração para o personagem. A crença de que conde Drácula é um morto-vivo veio de um fato que em uma de suas muitas batalhas ele levou um forte golpe na cabeça, que o deixou em coma. Depois de ver o seu líder cair seus homens bateram em retirada levando consigo seu corpo e antes da fuga ser realizada, Vlad III acordou do coma como se nada tivesse acontecido e logo depois de recobrar os sentidos retornou à batalha levando seu exército à vitória e a uma de suas mais sangrentas batalhas, criando assim a crença que ele havia retornado dos mortos como um morto-vivo.

## Biografia
O romance de Bram Stoker assume a forma de um conto epistolar, no qual as características, poderes, habilidades e fraquezas do Conde Drácula são descritos por narradores, de diferentes perspectivas.
O Conde Drácula é um vampiro morto-vivo, centenário, e um nobre da Transilvânia que afirma ser um Székely descendente de Átila, o Huno. Ele habita um castelo decadente nas Montanhas dos Cárpatos, perto do Passo de Borgo. Ao contrário dos vampiros do folclore da Europa Oriental, que são retratados como criaturas repulsivas, semelhantes a cadáveres, Drácula é bonito e carismático, com um verniz de charme aristocrático. Em suas conversas com Jonathan Harker, ele se revela profundamente orgulhoso de sua herança e nostálgico pelo passado, que ele admite ter se tornado apenas uma memória de heroísmo, honra e valor nos tempos modernos.

### Adaptações da biografia na mídia
Além das informações contidas na obra original, a biografia de Drácula muda conforme a adaptação midiática de sua obra original. Todavia, na mídia, ele sempre é retratado como: "Na Idade Média (o período histórico pode variar), foi um nobre ou cavaleiro da Transilvânia que defendia a cristandade mas que se rebelou contra Deus e abandonou a humanidade, com motivos que podem variar de acordo com a representação da obra, e que retornou dos mortos como um vampiro e atacou a Inglaterra séculos depois.

## Aparições em mídias e cultura popular

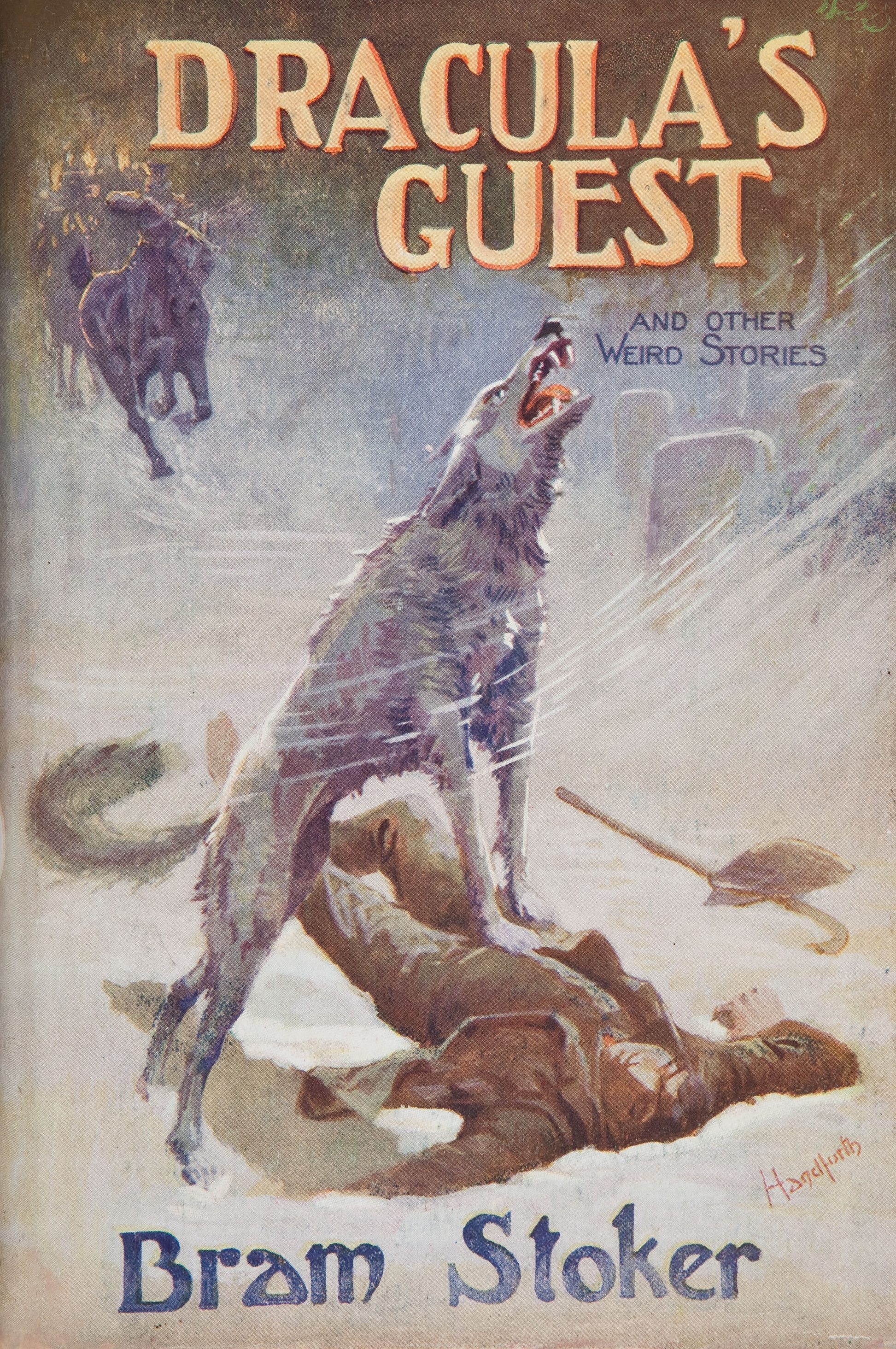
Capa de Dracula's Guest, uma coleção de contos de autoria de Bram Stoker

### Literatura e filmes
- Ver Drácula

### Jogos
- Dracula, vilão principal da série Castlevania
- Anti-herói do jogo Dracula: Origin
- Chefe Final do jogo Nosferatu para Super Nintendo (SNES)
- Chefe Final do jogo Master of Darkness para Master System

### Quadrinhos
- Drácula teve sua própria revista em quadrinhos publicada pela Marvel Comics, intitulada The Tomb of Dracula. Devido a isto, ele também se tornou antagonista de heróis da Marvel em algumas ocasiões. Isto incluiu os X-Men e o Homem-Aranha. Blade surgiu em Tomb of Dracula e tinha Drácula como arqui-inimigo nos quadrinhos da década de 1970.
- No Brasil, Drácula foi personagem de um sem-número de quadrinhos de terror pela Bloch Editores.
- Em 1987, o italiano Guido Crepax publicou uma adaptação do livro de Bram Stoker para os quadrinhos. Esta adaptação foi publicada no Brasil pela Livraria Martins Fontes Editora no ano de 1989.
- Drácula, A Sombra da Noite, uma série de quadrinhos brasileira escrita por Ataíde Braz e desenhada em estilo mangá por Neide Harue.[6]

### Séries de TV/séries animadas
- No seriado comédia The Munsters (Os Monstros), o personagem conhecido como "Vovô" identifica-se ao menos uma vez como tendo sido o verdadeiro Conde Drácula.
- Dracula: The Series, uma série norte-americana de 1990 que teve apenas 21 episódios e chegou a ser exibida no Brasil pela TV Globo. Mostrava a trajetória dum garoto descendente de Van Helsing e seus amiguinhos, que caçavam Drácula.
- Em Buffy the Vampire Slayer, Drácula aparece no primeiro episódio da quinta temporada e em algumas edições da oitava temporada (em HQ).
- A personagem Draculaura, de Monster High, é filha de Drácula.
- A série Drácula, a mais recente série americana sobre o personagem, foi criada em 2013.
- Na série Chica Vampiro, Ana McLaren era filha do Conde Drácula.

### Anime/mangá
- Don Drácula de Osamu Tezuka, uma paródia.
- Dracula: Sovereign of the Damned, que, apesar de anime, foi baseado nos quadrinhos da Marvel, The Tomb of Dracula.
- Hellsing, anime no qual Drácula (que na história se chama Alucard, um anagrama para Drácula) é o protagonista.

### Telenovelas brasileiras
- Drácula, uma História de Amor
- O Beijo do Vampiro
- Vamp

### Outros
- Dracula, um tipo de orquídea